# 埃迪格-埃勒
埃迪格-埃勒是德国莱茵兰-普法尔茨州的一个市镇。总面积19.15平方公里，总人口1023人，其中男性530人，女性493人（2011年12月31日），人口密度53人/平方公里。